# Lijst van oneervol ontslagen Nederlandse burgemeesters
Dit is een lijst van burgemeesters van een Nederlandse gemeente die oneervol ontslagen zijn.
| Naam burgemeester          | Gemeente                                                                      | Ontslagdatum | Reden ontslag |
| -------------------------- | ----------------------------------------------------------------------------- | ------------ | --- |
| Egon von Bönninghausen     | Ootmarsum                                                                     | 1 maart 1939 | Oneervol ontslag wegens pro-Duitse uitspraken. Door de bezetter op 18 september 1940 benoemd tot burgemeester van Tubbergen en op 9 augustus 1941 benoemd tot commissaris van de provincie Overijssel. Overleed als lid van de Waffen-SS op 28 augustus 1942 aan het Oostfront in Oekraïne. |
| Hendrik Jan Verbeek        | Dinxperlo                                                                     | 1939         | Illegaal verlenen van verblijfs- en doorreisbewijzen aan Joodse vluchtelingen uit nazi-Duitsland. Nog vóór de Duitse bezetting van Nederland werd hij vrijgesproken. Zodoende was hij ten onrechte oneervol ontslagen, in 1990 werd hij bij koninklijk besluit postuum gerehabiliteerd. |
| Jan Boll                   | Zaltbommel, Wisch, Ammerzoden, Hedel, Hurwenen, Kerkwijk, Maasdriel en Rossum | 7 mei 1945   | Op 19 september 1944 gevlucht uit Zaltbommel, op 25 september met onmiddellijke ingang ontslagen door minister Jaap Burger van de Nederlandse regering in ballingschap. Werd door de Duitse bezetter benoemd tot burgemeester van Wisch, keerde terug naar Zaltbommel en werd ook burgemeester van de grotendeels geëvacueerde gemeenten Ammerzoden, Hedel, Hurwenen, Kerkwijk, Maasdriel en Rossum. Op 7 mei 1945 afgezet en gevangen genomen door de Binnenlandse Strijdkrachten. Door het Bijzonder Gerechtshof werd hij veroordeeld tot 7,5 jaar gevangenisstraf. |
| Frederik Ernst Müller      | Rotterdam                                                                     | 7 mei 1945   | op 7 mei 1945 afgezet en vervangen door burgemeester Oud, die hij zelf had opgevolgd in 1941. Op 5 april 1946 stond hij terecht voor een Bijzonder Gerechtshof. Hierbij eiste mr. L.A. Donker tien jaar gevangenisstraf en levenslange ontzegging van het kiesrecht. Op 16 april 1946 werd hij veroordeeld tot tien jaar gevangenisstraf, waarvan hij er bijna zes jaar heeft uitgezeten. |
| Tjeerd van der Weide       | Velsen                                                                        | 1945         | Na de Tweede Wereldoorlog werd hij door de Bijzondere Rechtspleging ter dood veroordeeld en op 6 juni 1947 geëxecuteerd wegens collaboratie en medewerking aan de Jodenvervolging. |
| W.C.A. Francissen          | Sint-Michielsgestel                                                           | 1959         | |
| Daniel Marinus van Zwieten | Brielle                                                                       | 1963         | Na een onderzoek van de Rijksrecherche ontslagen. |
| Antonius Cornelis Blom     | Vinkeveen en Waverveen                                                        | 1967         | Oneervol ontslag na een onderzoek naar verlening van bouwvergunningen. |
| Albertus Frederik Hanssens | Hoek                                                                          | 1968         | Na een onderzoek van de Rijksrecherche niet eervol ontslagen, zonder verdere bekendmaking van de omstandigheden. |
| Wiel Vossen                | Gulpen                                                                        | 1992         | corruptie, belastingfraude en het uitlokken van valsheid in geschrifte |
| Taco Seinstra              | Goes                                                                          | 1992         | Onjuist declaratiegedrag |
| Henk Riem                  | Brunssum                                                                      | 1994         | Verdenking van corruptie, veroordeeld wegens valsheid in geschrifte. |
| Ad van Poppel              | Bergeijk                                                                      | 1995         | Ontslagen zonder de vermelding "eervol" vanwege vermeende schijn van belangenverstrengeling door gelijktijdige onderhandelingen over zijn eigen grond en een door de gemeente te ontwikkelen bestemmingsplan. |
| Stefan Huisman             | Oosterhout                                                                    | 2018         | Nam ontslag na "grensoverschrijdend gedrag" na te veel gedronken te hebben terwijl hij piketdienst had. Bij koninklijk besluit oneervol ontslagen. |